# Mojowarno (Kaliori)
Mojowarno is een bestuurslaag in het regentschap Rembang van de provincie Midden-Java, Indonesië. Mojowarno telt 1533 inwoners (volkstelling 2010).